# Nationalpark Toskanisch-Emilianischer Apennin
Der Nationalpark Toskanisch-Emilianischer Apennin (italienisch Parco nazionale dell'Appennino Tosco-Emiliano) wurde 2001 eingerichtet.
Er liegt in den Provinzen Lucca, Massa Carrara, Parma und Reggio Emilia und umfasst Gebiete der Gemeinden Castelnovo ne’ Monti, Comano, Corniglio, Filattiera, Fivizzano, Sillano Giuncugnano, Licciana Nardi, San Romano in Garfagnana, Ventasso, Villa Collemandina und Villa Minozzo.

## Geographie
Der Nationalpark gehört zu den jüngeren Parks in Italien und wurde am 21. Mai 2001 eingerichtet. 70 Prozent der Parkfläche liegen in der Emilia-Romagna, der Rest in der Region Toskana. Im Nationalpark Toskanisch-Emilianischer Apennin wurden verschiedene ehemalige Regionalparks vereint: der Parco Regionale del Gigante, Teile des Parco Regionale dell’Alta Val Parma e Cedra in der Emilia-Romagna und die Landschaften der Lunigiana und der Garfagnana auf der toskanischen Seite, die die schönsten Gipfel des nördlichen Apenninkamms bezeichnen. In den Waldgebieten kommen neben Buchen auch Tannen und andere Nadelbäume vor.
Die Nationalparkverwaltung befindet sich in Sassalbo di Fivizzano.

## Kulturgeschichte
Durch den Park ziehen sich historisch wichtige Routen (die Bergjoche delle Radici, di Pradarena, del Cerreto, del Lagastrello) und es finden sich eine Reihe historischer Gebäude (Backhäuser, metati, Kohlenbergwerke, Mühlen, alte bäuerliche Berghäuser). Wie überall im Apennin hat sich die Bevölkerung jahrhundertelang auf die Nutzung der Waldressourcen (Holz, Berggetreide, Esskastanien, Pilze, Blaubeeren) und auf die Käseproduktion konzentriert. Der typische örtliche Käse ist der Parmigiano-Reggiano (Parmesankäse), aber auch Schafskäse wird in vielen kleinen Molkereien hergestellt und nach nur einer kurzen Reifung verkauft.